# Niklas Skoog
Niklas Skoog (* 15. Juni 1974 in Göteborg) ist ein ehemaliger schwedischer Fußballspieler. Der Stürmer wurde zweimal Torschützenkönig der Allsvenskan und kam zwischen 2002 und 2004 in der schwedischen Nationalmannschaft zum Einsatz.

## Werdegang
Skoog spielte in der Jugend für Hovås IF und Västra Frölunda IF. 1991 debütierte der Stürmer für Västra Frölunda in der Allsvenskan. Nachdem er 1995 mit 17 Toren Torschützenkönig der Liga wurde, wechselte er im folgenden Sommer zum MSV Duisburg in die Bundesliga. Hier konnte er sich in zwei Spielzeiten kaum durchsetzen und ging 1998 zum 1. FC Nürnberg. Aber auch hier blieb ihm der Erfolg verwehrt und auch nach dem Abstieg des Klubs in die 2. Bundesliga kam er kaum zum Zuge. Daher kehrte er nach Schweden zurück und unterschrieb beim Örebro SK, wo er zu alter Torgefahr zurückfand. 
Im Sommer 2001 wechselte Skoog als Nachfolger von Zlatan Ibrahimović zu Malmö FF. 2003 wurde er erneut Torschützenkönig der Allsvenskan, dieses Mal mit 22 Saisontoren. Ein Jahr später konnte er mit dem Klub den Gewinn des schwedischen Meistertitels feiern. 2005 und 2006 kam er wegen Verletzungen kaum zum Einsatz. In der Spielzeit 2007 kam er wieder öfters zum Einsatz und konnte in 16 Ligaspielen fünf Tore erzielen. Allerdings gehörte er nur unregelmäßig zur Startelf und nach zehn Spielen in der folgenden Saison wurde er Anfang August für die restliche Spielzeit an Mjällby AIF in die Superettan ausgeliehen. Am 4. August 2008 debütierte er bei der 0:3-Niederlage gegen Väsby United für seinen neuen Verein und trug in der Folge mit fünf Treffern für den Verein zum achten Tabellenrang in der zweiten Liga bei. Nach Ende der Halbserie kehrte er zunächst zu Malmö FF zurück, ehe er im März 2009 seinen Vertrag mit dem Klub auflöste und das Karriereende bekannt gab.
Skoog spielte acht Mal für die schwedische Nationalmannschaft. Zudem bestritt er 14 U21-Länderspiele für Schweden.